# Festuca beckeri
Festuca beckeri là một loài thực vật có hoa trong họ Hòa thảo. Loài này được (Hack.) Trautv. mô tả khoa học đầu tiên năm 1884.